# Halictus varentzowi
Halictus varentzowi är en biart som beskrevs av Morawitz 1894. Halictus varentzowi ingår i släktet bandbin, och familjen vägbin. Inga underarter finns listade i Catalogue of Life.